# Jorge Zaparaín
Jorge Zaparaín Sanz (Zaragoza, Aragón, España, 11 de septiembre de 1984), conocido deportivamente como Zaparaín, es un exfutbolista español. Se desempeñaba como guardameta y su último equipo fue la Sociedad Deportiva Huesca.

## Trayectoria
Debutó en la Primera división española en la temporada 2003/2004, en el partido Real Zaragoza 2 - Fútbol Club Barcelona 1, siendo elegido como portero del once ideal oficial de dicha jornada junto a Xavi Hernández o Fernando Torres entre otros.
Anteriormente se proclamó Campeón de Campeonato Europeo Sub-16 de la UEFA 2001 con la selección española disputado en Inglaterra.

## Clubes
| Club                | País   | Año       |
| ------------------- | ------ | --------- |
| Real Zaragoza "B"   | España | 2002-2007 |
| Real Zaragoza       | España | 2004      |
| U. D. Fuerteventura | España | 2007-2008 |
| Real Zaragoza "B"   | España | 2008-2009 |
| C. D. Alfaro        | España | 2009-2010 |
| C. D. La Muela      | España | 2010-2011 |
| C. D. Tudelano      | España | 2011-2014 |
| C. D. Sariñena      | España | 2014      |
| S. D. Huesca        | España | 2015-2016 |